# Baglung (huyện)

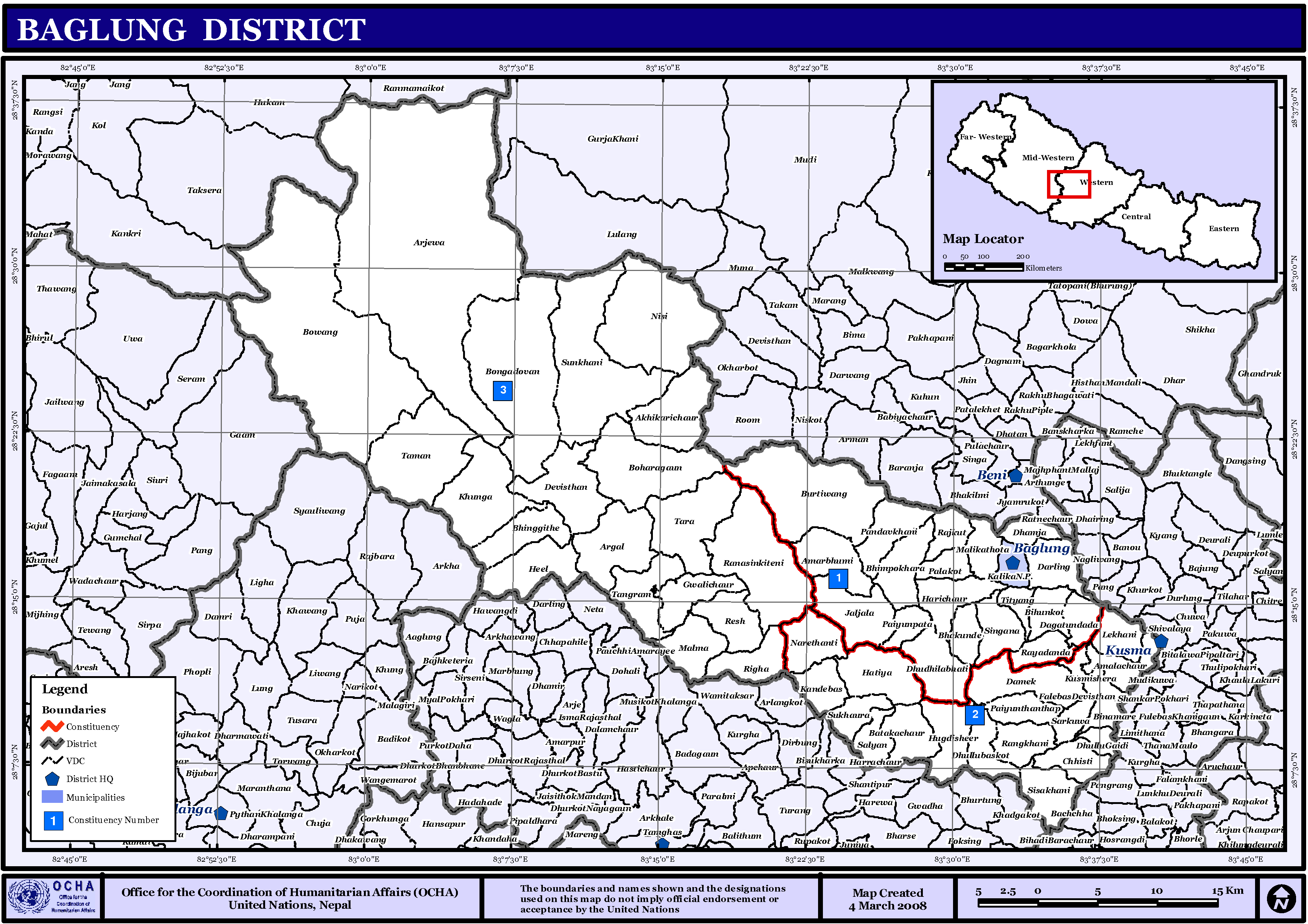
Baglung

Baglung (tiếng Nepal:वाग्लुङ) là một huyện thuộc khu Dhawalagiri, vùng Tây Nepal, Nepal. Huyện này có diện tích 1784 km², dân số thời điểm năm 2001 là 268937 người.

## Dân số
Biến động dân số giai đoạn 1952-2001:
| Năm    | 1952   | 1961   | 1971   | 1981   | 1991   | 2001   |
| ------ | ------ | ------ | ------ | ------ | ------ | ------ |
| Dân số | 206476 | 228769 | 128696 | 215228 | 232486 | 268937 |